# Punct izoelectric
Punctul izoelectric (simbolizat pI sau pHi) reprezintă pH-ul la care o anumită moleculă nu poartă nicio sarcină electrică netă sau este neutră din punct de vedere electric. Altfel spus, la acest pH numărul de sarcini pozitive ale moleculei este egal cu numărul de sarcini negative. Sarcina netă a unei molecule variază în funcție de pH-ul mediului înconjurător și poate să devină pozitivă sau negativă în funcție de variația concentrației de protoni (H+).
Calculul punctului izoelectric se face cu ajutorul constantelor de aciditate (pKa):
{\displaystyle pI={\frac {pK_{a_{1}}+pK_{a_{2}}}{2}}}